# بيت دومان (مناخة)

تعديل مصدري - تعديل

بيت دومان هي إحدى قرى عزلة هوزان بمديرية مناخة التابعة لمحافظة صنعاء، بلغ تعداد سكانها 189 نسمة حسب تعداد اليمن لعام 2004.